# Canon TS-E 45mm
Il Canon EF TS-E 45mm f/2.8 è un obiettivo fisso tilt-shift prodotto da Canon.
L'obiettivo monta un EF che lo rende compatibile con la serie di fotocamere EOS.
Il TS-E 45mm f/2.8 è provvisto dei tre gradi di libertà, permettendo all'utente di decentrare (shift), basculare (tilt) o ruotare l'obiettivo. Decentrando l'ottica si ottiene una correzione della prospettiva nell'immagine facendo sì in modo che le linee verticali diventino parallele. Questo è particolarmente utile nella fotografia d'architettura. Basculando invece è possibile ottenere una selettiva profondità di campo.